# 東経54度線
東経54度線（とうけい54どせん）は、本初子午線面から東へ54度の角度を成す経線である。北極点から北極海、ヨーロッパ、アジア、インド洋、南極海、南極大陸を通過して南極点までを結ぶ。東経54度線は、西経126度線と共に大円を形成する。

## 通過する地域一覧
東経54度線は、北極点から南極点まで南に向かって以下の場所を通っている。
| 地理座標                                             | 国土・領土・領海 | 備考                                                  |
| ---------------------------------------------------- | ---------------- | ----------------------------------------------------- |
| 北緯90度0分 東経54度0分 / 北緯90.000度 東経54.000度  | 北極海           |                                                       |
| 北緯80度36分 東経54度0分 / 北緯80.600度 東経54.000度 | ロシア           | ナンセン島（ゼムリャフランツァヨシファ）              |
| 北緯80度26分 東経54度0分 / 北緯80.433度 東経54.000度 | バレンツ海       |                                                       |
| 北緯80度20分 東経54度0分 / 北緯80.333度 東経54.000度 | ロシア           | グケラ島（英語版）（ゼムリャフランツァヨシファ）      |
| 北緯80度17分 東経54度0分 / 北緯80.283度 東経54.000度 | バレンツ海       |                                                       |
| 北緯73度47分 東経54度0分 / 北緯73.783度 東経54.000度 | ロシア           | セヴェルヌィ島（ノヴァヤゼムリャ）                    |
| 北緯73度37分 東経54度0分 / 北緯73.617度 東経54.000度 | バレンツ海       |                                                       |
| 北緯73度17分 東経54度0分 / 北緯73.283度 東経54.000度 | ロシア           | ユージヌィ島（ノヴァヤゼムリャ）                      |
| 北緯70度43分 東経54度0分 / 北緯70.717度 東経54.000度 | バレンツ海       | ペチョラ海（英語版）                                  |
| 北緯68度58分 東経54度0分 / 北緯68.967度 東経54.000度 | ロシア           | ホドヴァリカ半島                                      |
| 北緯68度55分 東経54度0分 / 北緯68.917度 東経54.000度 | バレンツ海       | ペチョラ湾（英語版）                                  |
| 北緯68度13分 東経54度0分 / 北緯68.217度 東経54.000度 | ロシア           |                                                       |
| 北緯51度10分 東経54度0分 / 北緯51.167度 東経54.000度 | カザフスタン     |                                                       |
| 北緯42度20分 東経54度0分 / 北緯42.333度 東経54.000度 | トルクメニスタン | カラ・ボガス・ゴル湾を通過                            |
| 北緯37度20分 東経54度0分 / 北緯37.333度 東経54.000度 | イラン           |                                                       |
| 北緯26度45分 東経54度0分 / 北緯26.750度 東経54.000度 | ペルシャ湾       |                                                       |
| 北緯26度34分 東経54度0分 / 北緯26.567度 東経54.000度 | イラン           | キーシュ島                                            |
| 北緯26度30分 東経54度0分 / 北緯26.500度 東経54.000度 | ペルシャ湾       |                                                       |
| 北緯24度5分 東経54度0分 / 北緯24.083度 東経54.000度  | アラブ首長国連邦 | アブダビ首長国                                        |
| 北緯22度46分 東経54度0分 / 北緯22.767度 東経54.000度 | サウジアラビア   |                                                       |
| 北緯19度40分 東経54度0分 / 北緯19.667度 東経54.000度 | オマーン         |                                                       |
| 北緯16度56分 東経54度0分 / 北緯16.933度 東経54.000度 | インド洋         | アデン湾                                              |
| 北緯12度39分 東経54度0分 / 北緯12.650度 東経54.000度 | イエメン         | ソコトラ島                                            |
| 北緯12度19分 東経54度0分 / 北緯12.317度 東経54.000度 | インド洋         | アミラント諸島（英語版）（ セーシェル）のすぐ東を通過 |
| 南緯60度0分 東経54度0分 / 南緯60.000度 東経54.000度  | 南極海           |                                                       |
| 南緯65度52分 東経54度0分 / 南緯65.867度 東経54.000度 | 南極大陸         | オーストラリア南極領土（ オーストラリアが領有権主張） |